# Giovanni Battista Amici
Giovanni Battista Amici (ur. 25 marca 1786 w Modenie, zm. 10 kwietnia 1863 we Florencji) – włoski przyrodnik, botanik, matematyk, optyk i astronom.  

## Życiorys
Studiował w Bolonii, w roku 1815 nadano mu tytuł profesora matematyki w Modenie. W roku 1831 został dyrektorem florenckiego obserwatorium astronomicznego.
Udoskonalił zwierciadła i teleskopy zwierciadlane. Był konstruktorem pryzmatów do spektroskopów refrakcyjnych. W roku 1840 ulepszył konstrukcje mikroskopu i wprowadził technikę zanurzania w oleju. Polegała ona na zanurzeniu soczewki obiektywu w kropli oleju umieszczonej na przedmiocie obserwacji, dzięki czemu aberracja światła była minimalna. Używając ulepszonego mikrometru własnej konstrukcji, dokonał precyzyjnych pomiarów średnicy biegunowej i równikowej Słońca.
Szczególne sukcesy odnosił w botanice mikroskopowej. Wśród jego dokonań można wymienić opisanie ruchu cytoplazmy (w komórkach glonów ramienic), możliwe dzięki zastosowaniu achromatycznego układu soczewek w mikroskopie, oraz odkrycie i opisanie procesu zapylania kwiatów. 
Na jego cześć jeden z kraterów księżycowych nosi nazwę Amici.